# Андріївський (Пластовський район)
Андріївський (рос. Андреевский) — селище у Пластовському районі Челябінської області Російської Федерації.
Входить до складу муніципального утворення Борисовське сільське поселення. Населення становить 6 осіб (2010).

## Історія
Від 2004 року належить до Пластовського району Челябінської області.
Згідно із законом від 13 вересня 2004 року органом місцевого самоврядування є Борисовське сільське поселення.

## Населення
| 2002 | 2010 |
| ---- | ---- |
| 1    | ↗6   |